# آرثر روي إيكاردت
آرثر روي إيكاردت هو عالم لاهوت وقسيس ميثودي ورائد في مجال العلاقات اليهودية المسيحية.